# Michael De Smedt
Michael De Smedt (24 oktober 1853 - 15 februari 1936) was een Belgische politicus voor de Katholieke Partij en diens opvolger het Katholiek Verbond van België.

## Levensloop
De Smedt was waarnemend burgemeester van Sint-Niklaas van 21 januari 1915 tot 19 april 1919 dan effectief burgemeester tot 17 januari 1933. Zijn voorganger tot 1915 was partijgenoot Joseph Van Naemen en hij werd opgevolgd door Henri Heyman, eveneens een partijgenoot.